# 娱乐串串SHOW
《娱乐串串SHOW》为凤凰卫视于2001年至2004年12月播出的娱乐节目，梁冬主编及主持，策划沈宏非。该节目为每周六播出，主要以娱乐评论的形式回顾过去一周的娱乐亮点。主持人梁冬因此节目荣获「中国电视榜2002—2003年度最佳娱乐节目主持人」称号。节目在2001年获得景田矿泉水赞助，2002年获得喜之郎cici赞助，2003下半年获得康佳赞助，2004年获得乾坤福赞助。